# Dwór w Dolinie (Zagórz)
Dwór w Dolinie – dwór na obszarze dzielnicy Dolina miasta Zagórza.

## Historia
Dwór w formie pałacu wybudował na początku XX wieku Roman Małachowski (1887–1944, oficer kawalerii c. i k. armii i Wojska Polskiego), który odziedziczył majątek ziemski po matce (jego rodzice Godzimir Małachowski i Marcela, córka Marcelego Tarnawieckiego, od 1891 posiadali majątek w Dolinie). Budynek jest piętrowy. Został wzniesiony na planie prostokąta. W północno-wschodnim narożniku wieżyczka. W niektórych pomieszczeniach budynku stworzono dekoracje stiukowe. 
W 1919 informowano, że   dziedziczka majątku tj. Godzimira Małachowska (córka Godzimira) podjęła parcelację gruntów z obszaru dworskiego pomiędzy mieszkańców Doliny.
W latach 1948–1950 budynek był remontowany. W drugiej połowie XX wieku dwór w Dolinie posiadała rodzina Olszewskich.